# Медісон (Північна Кароліна)
Медісон (англ. Madison) — місто (англ. town) в США, в окрузі Рокінґгем штату Північна Кароліна. Населення — 2129 осіб (2020).

## Географія
Медісон розташований за координатами 36°23′37″ пн. ш. 79°58′36″ зх. д. / 36.39361° пн. ш. 79.97667° зх. д. (36.393601, -79.976651).  За даними Бюро перепису населення США в 2010 році місто мало площу 9,21 км², з яких 9,17 км² — суходіл та 0,04 км² — водойми.

## Демографія
Згідно з переписом 2010 року, у місті мешкало 2246 осіб у 1002 домогосподарствах у складі 600 родин. Густота населення становила 244 особи/км².  Було 1128 помешкань (122/км²).
Расовий склад населення:
| - 65,1 % — білих - 29,2 % — чорних або афроамериканців - 0,6 % — корінних американців - 0,1 % — азіатів - 2,3 % — осіб інших рас |

До двох чи більше рас належало 2,6 %. Частка іспаномовних становила 5,1 % від усіх жителів.
За віковим діапазоном населення розподілялося таким чином: 20,4 % — особи молодші 18 років, 61,9 % — особи у віці 18—64 років, 17,7 % — особи у віці 65 років та старші. Медіана віку мешканця становила 44,4 року. На 100 осіб жіночої статі у місті припадало 90,7 чоловіків;  на 100 жінок у віці від 18 років та старших — 87,7 чоловіків також старших 18 років.
Середній дохід на одне домашнє господарство  становив 47 264 долари США (медіана — 30 345), а середній дохід на одну сім'ю — 58 998 доларів (медіана — 43 164). За межею бідності перебувало 24,5 % осіб, у тому числі 35,1 % дітей у віці до 18 років та 16,8 % осіб у віці 65 років та старших.
Цивільне працевлаштоване населення становило 892 особи. Основні галузі зайнятості: освіта, охорона здоров'я та соціальна допомога — 22,3 %, виробництво — 22,1 %, роздрібна торгівля — 21,9 %.